# قلعه ردبوهوم

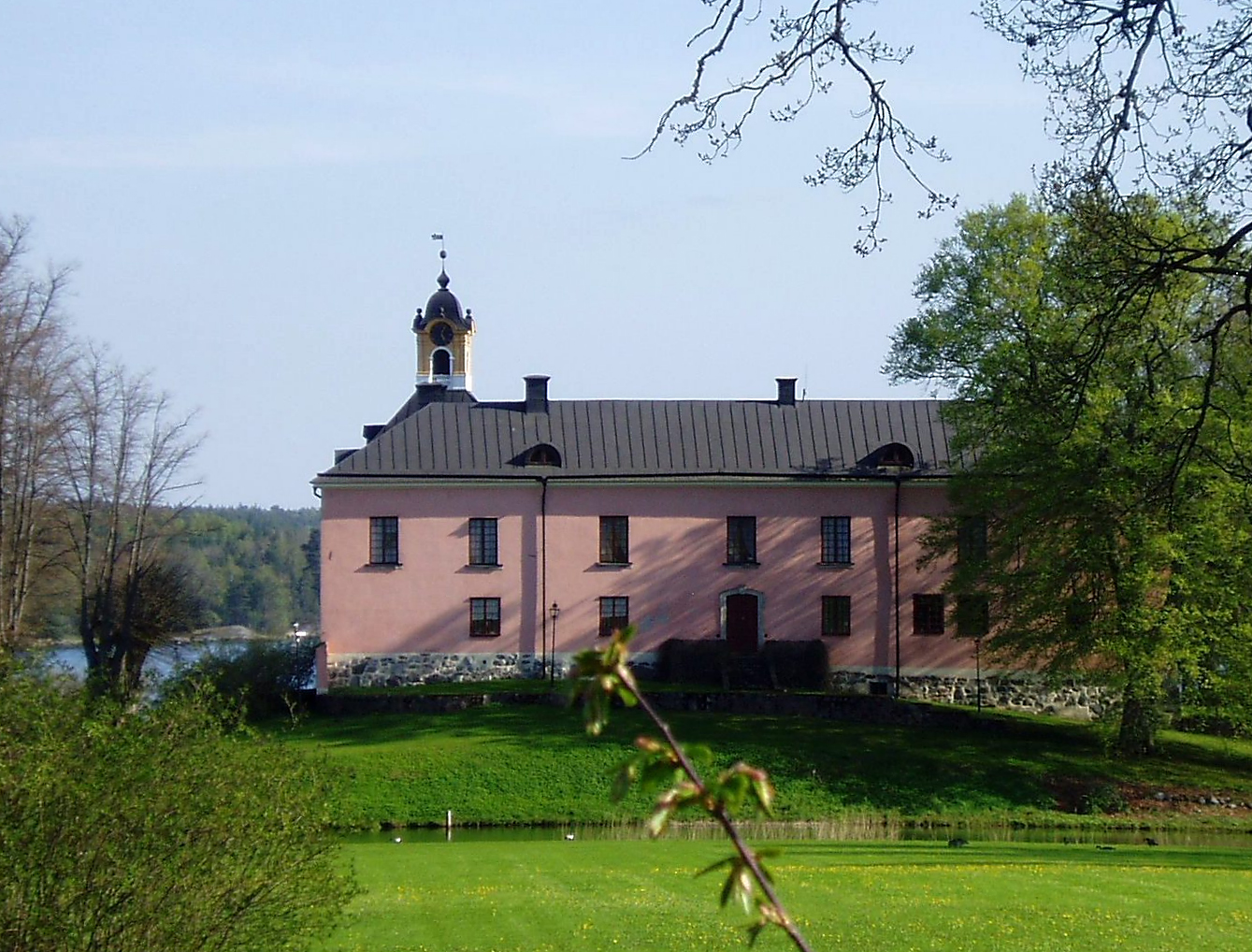
فضای مقابل قلعه

قلعه ردبوهوم قلعه‌ای است که در اوپلاند ، شهرستان استکهلم ، سوئد قرار دارد.قدمت این قلعه به دوران قرون وسطی در سده ۱۶ میلادی برمی‌گردد که شامل سه بخش به هم‌پیوسته و یک حیاط باز بود و ساختمان اصلی آن در سال ۱۵۴۸ میلادی ساخته شد. قلعه در سده ۱۸ میلادی بازسازی شد.در جنوب غربی قلعه یک پارک بزرگ به سبک انگلیسی متعلق به اوایل سده ۱۹ میلادی وجود دارد که توسط مگنوس فردریک براهه ساخته شد.

## نگارخانه

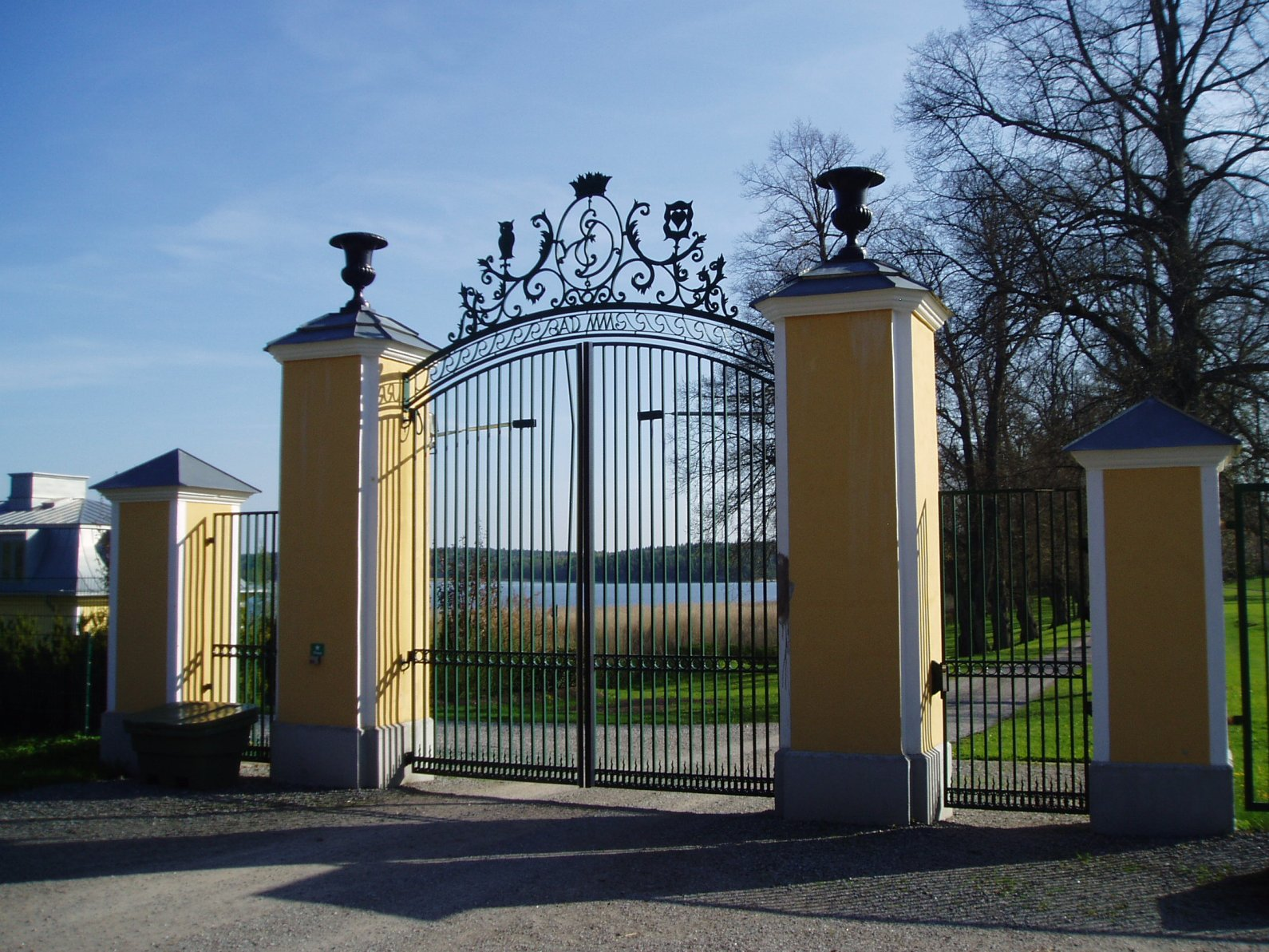
دروازه شمالی
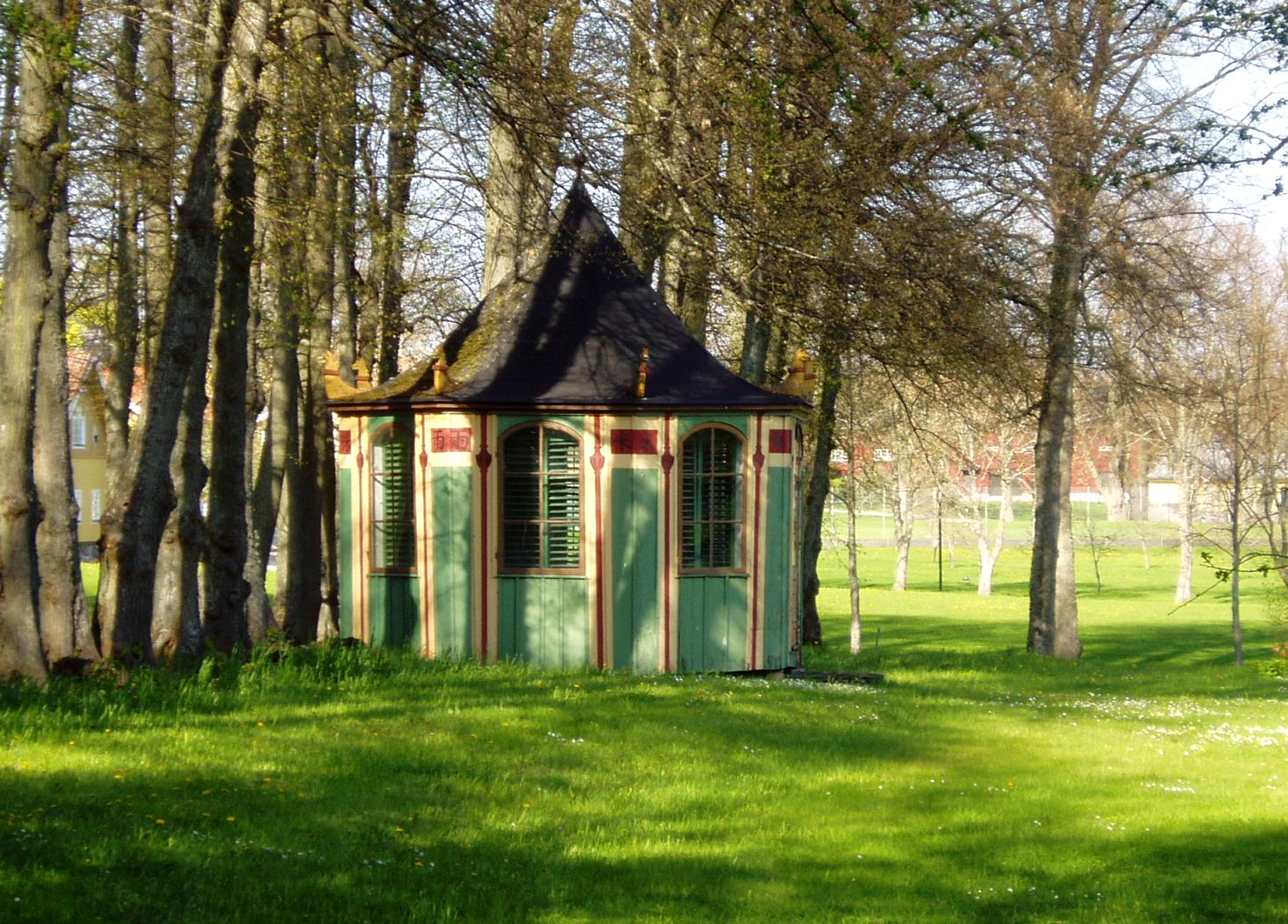
آلاچیق در باغ قلعه